# François Marcantoni

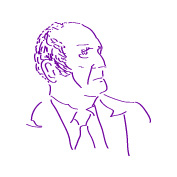
Zeichnung von François Marcantoni

François Marcantoni (* 28. Mai 1920 in Alzi, Korsika; † 17. August 2010 in Paris) war ein französischer Widerstandskämpfer der Résistance, prominenter Krimineller und Buchautor. 

## Leben
François Marcantoni war der Sohn von Pierre-Louis Marcantoni und von Marie-Anne Bernardi. Der Vater starb, als François acht Jahre alt war. Seine Mutter zog mit ihm nach Toulon. Marcantoni arbeitete dort im Arsenal des Militärhafens, als die deutsche Invasion über Frankreich hereinbrach. 1943 schloss er sich der Résistance an und ging in den Untergrund. Er organisierte Waffen, Sprengstoff und Fahrzeuge, sprengte einen Eisenbahnzug in die Luft und wurde bei einer Handstreichaktion gegen eine Befestigung schwer verletzt. 1944 wurde er von der Gestapo verhaftet, die jedoch keine Informationen aus ihm herauspressen konnte. Für seine Verdienste im Widerstand wurde er mit dem Croix de guerre und der Médaille de la Résistance ausgezeichnet.
Nach Kriegsende entschloss er sich, auf großem Fuß zu leben. Seinen eigenen Worten nach zog er „Champagner der Limonade und Kaviar den Linsen vor“. Er schmuggelte Zigaretten, gab sich als Polizist aus, stahl Gemälde und Juwelen, betätigte sich als Zuhälter und Erpresser. Er wurde Fahrer der legendären Bankräuberbande Gang des tractions avant, die mit ihren Banküberfällen und Fluchtfahrten im Traction Avant zum romantisierend verklärten Vorbild zahlreicher Kriminalfilme wurde. Seine Aktivitäten trugen ihm mehrere Verurteilungen und Gefängnisaufenthalte ein.
Er wurde einer der Gangsterfürsten jener Epoche, gemeinsam mit Paul Carbone und François Spirito, Mémé Guérini, Jo Attia, Gaëtan Zampa, Pierre Loutrel, genannt Pierrot-le-Fou, und Francis Vanverberghe genannt Francis le Belge, mit denen er gut bekannt war. Vanverberghe war am Tag seiner Ermordung, dem 27. September 2000, mit Marcantoni zum Abendessen verabredet.
Marcantoni versuchte, nach außen das Bild eines Gentleman-Verbrechers zu vermitteln, und rühmte sich, seit der Befreiung von der deutschen Besatzung keinen Tropfen Blut vergossen zu haben. Er war beteiligt an einer vornehmen Bar in der Nähe der Champs-Elysées, die von Toto Rossi, dem Bruder des Sängers Tino Rossi, betrieben wurde, und suchte und fand den Kontakt zu Stars und Prominenten außerhalb der Gangsterwelt. Brigitte Bardot, Alain Delon, Michel Simon, Jean Marais, Charles Aznavour, Jean-Paul Belmondo, Robert Hossein, Ava Gardner, Fernandel und Erich von Stroheim zählten zu seinen Bekannten.
1968 geriet er jedoch unter Mordverdacht. Der 31-jährige Leibwächter von Alain Delon, Stevan Marković, wurde erschossen aufgefunden. Der Tote hatte einen Brief hinterlassen, der Delon, Delons Frau Nathalie Delon und Marcantoni belastete. Wenn er, Marković, ermordet würde, so sei dies die Schuld von Delon, seiner Frau und Marcantoni, stand darin. Die Angelegenheit weitete sich zur Staatsaffäre aus, weil Marković im Besitz von gefälschten Fotos war, die die Frau des Staatspräsidenten Georges Pompidou in Verbindung mit der Unterwelt brachten. Marcantoni wurde elf Monate in Untersuchungshaft genommen, bevor das Verfahren gegen ihn schließlich eingestellt wurde.
Der Mord an Marković wurde bis heute nicht aufgeklärt; genauso wenig die genauen Hintergründe der Intrige gegen Georges Pompidou. Marcantoni schrieb Bücher mit reißerischen Titeln, ohne jedoch in der Sache zur Aufklärung beizutragen. Er schrieb, Marković habe versucht, Komplizen in einem Drogengeschäft zu hintergehen, blieb jedoch überzeugende Belege schuldig.
Im Alter von 85 Jahren wurde Marcantoni zum letzten Mal in einer Schutzgeldaffäre beschuldigt; die Angelegenheit verlief folgenlos.
Marcantoni war ein gläubiger Katholik, der täglich betete. 2006 schrieb er, dass Jesus schließlich auch dem Barabbas die Sünden vergeben habe. Er wurde in Toulon beigesetzt.

## Buchveröffentlichungen
- Mit Christian Chatillon: Strass et voyous. Les Portes du Soleil éditions, Gémenos 2009, ISBN 978-2-35808-013-2.
- Mit Serge Garde: Monsieur François. Le milieu et moi, de A à Z. Le Cherche midi, Paris 2006, ISBN 2-7491-0591-9.
- Un Homme d'honneur. De la Résistance au milieu. Balland, Paris 2001, ISBN 2-7158-1379-1.
- Mais qui a tué Markovic? P. M. Favre, Lausanne 1985, ISBN 2-8289-0190-4.
- La Conjuration. L'affaire qui a fait trembler la Ve République. O. Orban, Paris 1976.